# Павлово (Новленский сельсовет)
Павлово — деревня в Вологодском районе Вологодской области.
Входит в состав Новленского сельского поселения, с точки зрения административно-территориального деления — в Новленский сельсовет.
Расстояние по автодороге до районного центра Вологды — 70 км, до центра муниципального образования Новленского — 10 км. Ближайшие населённые пункты — Ростани, Кряжево, Орлово, Крюково, Бедрино, Горбово.
По данным переписи в 2002 году постоянного населения не было.